# 愛麗舍條約
愛麗舍條約（Élysée Treaty）又稱作德法合作條約、法德友好條約，是於1963年1月22日由時任联邦德国总理康拉德·阿登納和法国总统夏爾·戴高樂在巴黎愛麗舍宮簽訂的合作條約。簽訂條約不但推動兩國在二次大戰後的和解進程，成为了德國與法國兩個歐洲核心國家全面和解的象征。在欧洲一体化方面，條約的簽訂為其發展方向奠定了基础和框架结构。法德两国在欧洲一体化的進程上发挥了无可替代的作用，被誉为欧盟建设的「發動機」和「法德軸心」。
根據愛麗舍條約，法德兩國政府部長和高官定期進行磋商，兩國青年上百萬人互訪交流。法德在外交政策層面，根據這個條約基本保持一致，但在其他方面的合作則有待加強。

## 歷史

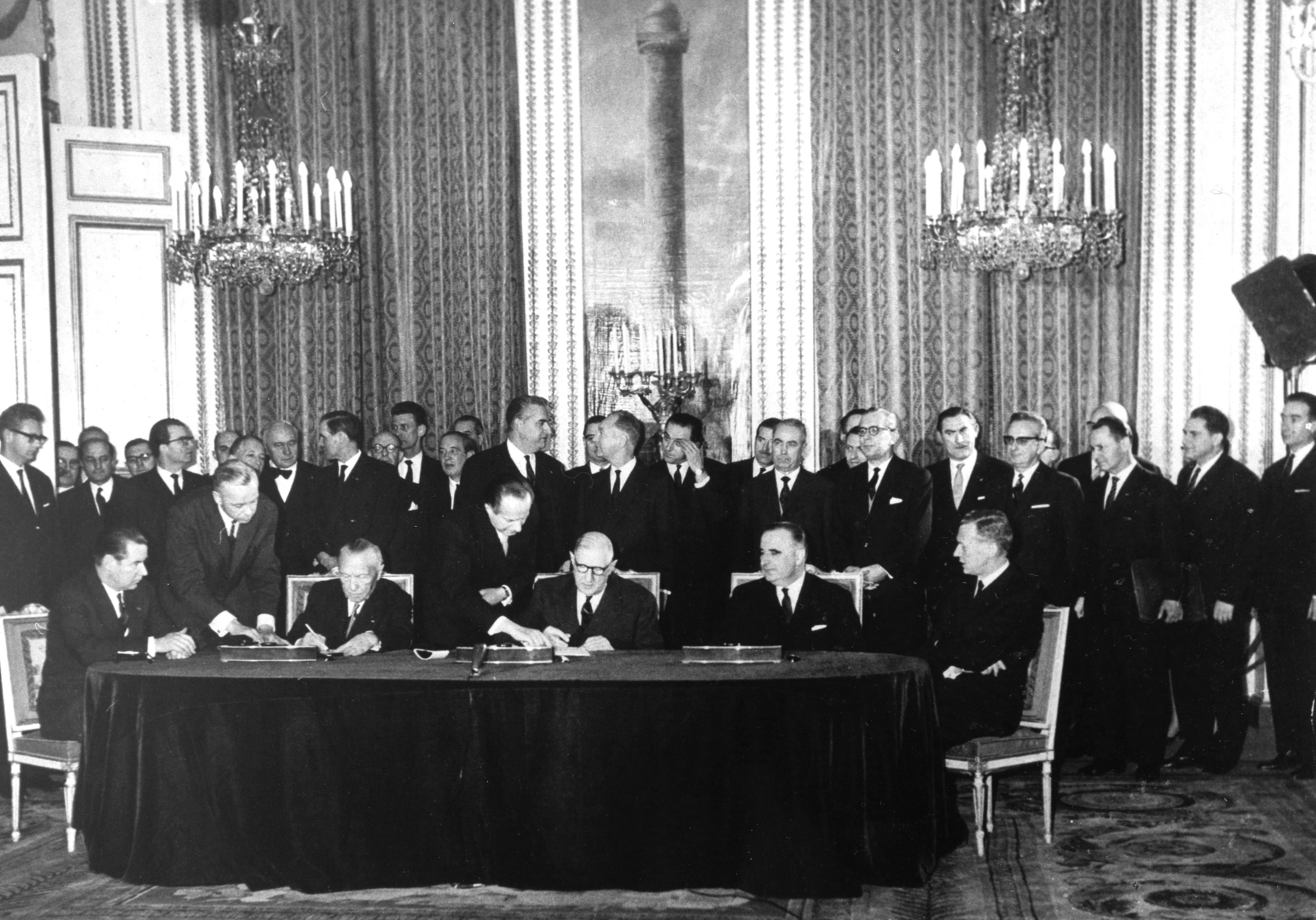
條約在愛麗舍宮內的Salon Murat簽訂。

由於地理位置及歷史原因，德國與法國向來為歐洲大陸上兩個大國並互相視對方為宿敵和世仇。特別自公元1870年以後，兩國分別經歷普法戰爭、第一次世界大戰及第二次世界大戰，兩國一直處於長年敵對狀態。直至1945年5月，二次大戰隨著納粹德國戰敗，同盟國軍事佔領德國並使德國在冷戰的架構下分裂成東德及西德。
由於戰後世界秩序急速變遷及冷戰的加劇，法國政府認識到它無法阻止德國再武裝，也無法阻止新生的西德政府獲得其主權。同時西德的經濟發展也使得法國無法繼續限制德國的煤和鋼鐵工業的發展，而且法國本身也對德國的這些資源感興趣，因此法國政府改變了它至此為止的壓抑政策，提出這個合作政策來協調兩國之間在這些重要資源上的合作，避免過去互相之間的競爭和不信任。在時任法國外交部長羅貝爾·舒曼的推動下，法國率先於1950年公佈了建議將德國與法國的煤和鋼鐵生產相融合的舒曼計劃，及後兩國亦與歐洲其他國家於1951年簽訂了巴黎條約並合作成立了歐洲煤鋼共同體。
1958年，法國修改憲法，由夏爾·戴高樂帶領的內閣從新執政並成立法蘭西第五共和國。夏爾·戴高樂奉行戴高樂主義，反對美國在北約中扮演的主要角色，同時也對英美兩國的「特殊關係」表示不信任，最終法國於1966年脫離北約的軍事架構。為求維持法國在西方盟國中的自主性及謀求共同的經濟利益，戴高樂積極與德国修好，並打算加強更密切的合作。另一方面，二次大戰後首任聯邦德國總理康拉德·阿丹拿致力修補與法國在二次大戰乃至自古以來的破裂關係。在其領導下，德國國內對兒童及青少年的教育也轉變成为反戰教育。二人亦建立起良好的私交，並最終促成愛麗舍條約的簽訂，在各种不同层面的方法来消灭两国上千年的宿怨，促进两国之间的实质合作。

## 参見
- 亞琛條約（2019年簽訂）
- 法德關係